# Make It Live: On The Beach
Make It Live: On The Beach (รักจะออกเดินอีกครั้ง) è una webserie thailandese di 6 episodi del 2019 a tematica omosessuale. L'opera è lo spin-off di Make It Right: The Series - Rak ok doen.

## Trama
Tee e Fuse sono in vacanza sul mare e vivranno innumerevoli esperienze fino alla comparsa di Lukmo e Ess (loro vecchi amici). Dopo qualche tempo la madre di Tee gli chiederà di lasciare Fuse ma quest'ultimo, dopo averci pensato a lungo, declinerà la proposta rimanendo con lui.

## Personaggi

### Principali
- Fuse, interpretato da Peemapol Panichtamrong "Peak".
- Tee, interpretato da Krittapak Udompanich "Boom".

### Ricorrenti
- Lookmo "Mo", interpretato da Vitchapol Somkid "Nice".
- Ess, interpretato da Jirapun Nonthanee "Guy".

### Camei
- Tan, interpretato da Witchawet Ua-ampon "Bright".
- Frame, interpretato da Pawat Chittsawangdee "Ohm".
- Wit, interpretato da Rathavit Kijworalak "Plan".
- Champ, interpretato da Phiravich Attachitsataporn "Mean".
- Fing, interpretata da Chanchalerm Manasaporn "Proy".
- Rodtang, interpretato da Boonyakorn Ratanaumnuayshai "Beam".
- Yok, interpretato da Sutiwas Wongsamran "Aof".
- Jean, interpretata da Banyada Inthapuch "Tonson".
- Book, interpretato da Sittiwat Imerbpathom "Toey".